# 巨蟒与圣杯
《巨蟒与圣杯》（英語：Monty Python and the Holy Grail）是一部1975年上映的英国喜劇電影，影片的灵感来自亚瑟王传奇，該影片由蒙提·派森喜剧团体（格雷厄姆·查普曼、约翰·克里斯、特里·吉列姆、埃里克·艾德尔、特里·瓊斯和迈克尔·帕林）擔任编剧並親自表演，特里·吉列姆和特里·瓊斯擔任导演。
在1975年在美国上映的英国电影中，巨蟒与圣杯票房收入排名第一。2011年美国广播公司在最佳电影：我们这个时代最伟大的电影中將其列為第二名，排名仅次于空前绝后满天飞。2000年《Total Film》杂志的读者将其评为有史以来第五大喜剧电影 2006 年第四台對观众进行了一项類似的民意调查，巨蟒与圣杯排名第六。